# Stemphylium botryosum
Stemphylium botryosum är en svampart som beskrevs av Sacc. 1886. Stemphylium botryosum ingår i släktet Stemphylium och familjen Pleosporaceae.   Inga underarter finns listade i Catalogue of Life.